# Autorisation d'un produit phytopharmaceutique
Dans l'Union européenne, l'autorisation d'un produit phytopharmaceutique est définie par la directive 91/414/CEE du 15 juillet 1991, comme suit : 
« un acte administratif par lequel l'autorité compétente d'un État membre autorise, à la suite d'une demande déposée par un demandeur, la mise sur le marché d'un produit phytopharmaceutique sur son territoire ou une partie de celui-ci. »
En France, le ministère de l'Agriculture et de l'Alimentation délivre les autorisations de mise sur le marché (AMM) des produits phytopharmaceutiques. Depuis le 1er juillet 2006, en application de la loi d'orientation agricole du 5 janvier 2006, l'Agence française de sécurité sanitaire des aliments est chargée de l’évaluation de la toxicologie et de l'efficacité des produits phytopharmaceutiques et des adjuvants, préalable à cette autorisation.